# Cantonul Behren-lès-Forbach
Cantonul Behren-lès-Forbach este un canton din arondismentul Forbach, departamentul Moselle, regiunea Lorena, Franța.

## Comune
| Comune                   | Populație (1999) | Cod poștal | Cod INSEE |
| ------------------------ | ---------------- | ---------- | --------- |
| Behren-lès-Forbach       | 10 073           | 57460      | 57058     |
| Bousbach                 | 950              | 57460      | 57101     |
| Cocheren                 | 3 293            | 57800      | 57144     |
| Diebling                 | 1 629            | 57980      | 57176     |
| Farschviller             | 1 378            | 57450      | 57208     |
| Folkling                 | 1 386            | 57600      | 57222     |
| Metzing                  | 536              | 57980      | 57466     |
| Morsbach                 | 2 449            | 57600      | 57484     |
| Nousseviller-Saint-Nabor | 949              | 57990      | 57514     |
| Œting                    | 1 865            | 57600      | 57521     |
| Rosbruck                 | 912              | 57800      | 57596     |
| Tenteling                | 996              | 57980      | 57665     |
| Théding                  | 2 132            | 57450      | 57669     |